# روس غولان
روس غولان (بالإنجليزية: Ross Golan)‏ هو مغن مؤلف أمريكي، ولد في 8 أبريل 1980 في إيفانستون في الولايات المتحدة.

## وصلات خارجية
- روس غولان على موقع ميوزك برينز (الإنجليزية)
- روس غولان على موقع ديسكوغز (الإنجليزية)